# Foula (Meri)
Pour les articles homonymes, voir Foula (homonymie).
Foula  est un village du Cameroun situé dans la commune de Meri, le département du Diamaré et la Région de l'Extrême-Nord. Il dépend du canton de Meri.

## Histoire
Bernard de Gélis, dans Lignes de Partage, vol 1 évoque le village Foula comme allié de Guirmidéo en 1949 contre Guivel, avec un Chef (Darian), « gringalet d’une trentaine d’années, timide et versatile ».

## Population
En 1974, la localité comptait 604 habitants, des Moufou.
Lors du dernier recensement de 2005, la population du village Foula était estimée à 713 personnes, soit 346 hommes (48,53 %) pour 367 femmes (51,47 %).

## Économie

### Éducation
Foula (cité Foulah dans le plan communal de développement) a une école publique de niveau 3 depuis 1992. L’état général des bâtiments est jugé très mauvais, en l’absence des différentes infrastructures allant des latrines aux points d’eau en passant par la clôture, un système d’assainissement. Il y existe toutefois une Association des Parents d’élèves et une structure de gestion de l’école.

### Eau et énergie
Le plan communal de développement prévoit une extension du réseau électrique de Guivélé vers Foula sur une distance de 2 km.

### Initiatives de développement
De nombreux projets sont prévus pour la localité de Foula dans le plan communal de développement. Ils concernent principalement l’éducation avec des projets de réhabilitation de salles de classe, de construction de clôture et de logements d’astreinte, l’acquisition de table-bancs, de bureaux de maître. Les autres projets concernent des opérations telles que la construction des ouvrages de franchissement, le plaidoyer pour la création d’un nouveau Centre de santé.